# Kazuchika Okada
Kazuchika Okada (オカダ・カズチカ?; Anjō, 8 novembre 1987) è un wrestler giapponese sotto contratto con la All Elite Wrestling ed è l'attuale detentore del Contintental Championship.
Okada è un sette volte campione del mondo, avendo vinto due volte l'IWGP World Heavyweight Championship e cinque volte l'IWGP Heavyweight Championship, del quale è il detentore più longevo della storia con un regno durato settecentoventi giorni; ha inoltre vinto quattro volte il G1 Climax e due volte la New Japan Cup.
Nel dicembre del 2017 la rivista Pro Wrestling Illustrated lo ha classificato al primo posto nella lista dei cinquecento migliori wrestler dell'anno.

## Carriera
Inizialmente allenato da Ultimo Dragon, dopo aver fatto il suo debutto nell'agosto del 2005 Okada ha trascorso i suoi primi anni di carriera lottando in Messico, prima di tornare in Giappone a metà del 2007. Ha originariamente lottato come junior heavyweight (la versione cruiserweight del puroresu), ma è diventato un peso massimo nell'aprile 2008 sebbene inizialmente con scarso successo.
Nel febbraio 2010 la NJPW ha inviato Okada in un tour di sviluppo negli Stati Uniti nella Total Nonstop Action Wrestling (TNA), dove ha lottato per i successivi venti mesi combattendo principalmente nel programma televisivo secondario della federazione, Xplosion. Da gennaio a marzo 2011, combattendo con il ring name Okato, è stato presentato nel principale programma televisivo della TNA, Impact!, come guardaspalle di Samoa Joe nella sua rivalità con D'Angelo Dinero.
La sua permanenza nella TNA si è conclusa nell'ottobre 2011 ed è tornato alla NJPW nel gennaio 2012 con un nuovo personaggio, il "Rainmaker" (レインメーカー Reinmēkā), un nuovo aspetto e come heel. Il mese dopo ha sconfitto Hiroshi Tanahashi per vincere il principale titolo della NJPW, l'IWGP Heavyweight Championship, che ha detenuto per quattro mesi prima di perderlo di nuovo contro Tanahashi. Il successivo agosto ha vinto il principale torneo della NJPW, il G1 Climax, e a fine anno la rivista Tokyo Sports lo ha nominato MVP del 2012 di tutto il puroresu.  L'anno seguente ha prima vinto la New Japan Cup a marzo, per poi riconquistare l'IWGP Heavyweight Championship sempre contro Tanahashi nel mese di aprile.
Dopo un regno lungo tredici mesi, Okada ha perso il titolo nel maggio 2014. Tre mesi dopo ha vinto il suo secondo G1 Climax ma non è riuscito a riconquistare il titolo. Nel luglio 2015 ha vinto l'IWGP Heavyweight Championship per la terza volta per poi perderlo il 10 aprile in favore di Tetsuya Naito.
Il match combattuto contro Kenny Omega il 4 gennaio 2017 nel main event del pay-per-view NJPW Wrestle Kingdom 11, in cui ha difeso con successo l'IWGP Heavyweight Championship, ha ricevuto da Dave Meltzer una valutazione di sei stelle, cosa avvenuta solo in altri due match (Ric Flair vs. Ricky Steamboat nel 1989 e Misawa vs. Kawada nel 1994); il rematch tra i due, tenutosi all'evento Dominion 6.11 l'11 giugno e conclusosi con un pareggio per superamento del tempo limite di un'ora, ha addirittura superato tale record raggiungendo la valutazione di 6.25 stelle. Il capitolo finale della trilogia Okada-Omega, valevole per l'accesso alla finale 2017 del G-1 Climax e vinto da The Cleaner, ha ricevuto anch'esso sei stelle come valutazione. Il 9 giugno perde il titolo dopo quasi due anni di regno contro Kenny Omega: l'incontro viene valutato da Meltzer con il punteggio di sette stelle su cinque. Nel 2017 viene classificato al primo posto della prestigiosa PWI 500, la lista dei cinquecento migliori wrestler singoli stilata dalla rivista Pro Wrestling Illustrated, divenendo il primo lottatore non proveniente dal Nord America a ottenere tale riconoscimento.
Nel 2018 ritorna alla sua vecchia fazione, Chaos, e dopo la defezione del suo storico manager Gedo in favore di Jay White intraprende una faida con quest'ultimo che culmina con la vittoria di Switchblade a Wrestle Kingdom 13.

## Vita privata
Nell'agosto del 2014 Kazuchika Okada ha fondato la Rainmaker Kikin, un'associazione di raccolta fondi per combattere il cancro.
Nell'aprile del 2019 si è sposato con la doppiatrice Suzuko Mimori.

## Personaggio

### Mosse finali
- Money Clip (Arm triangle choke)[3]

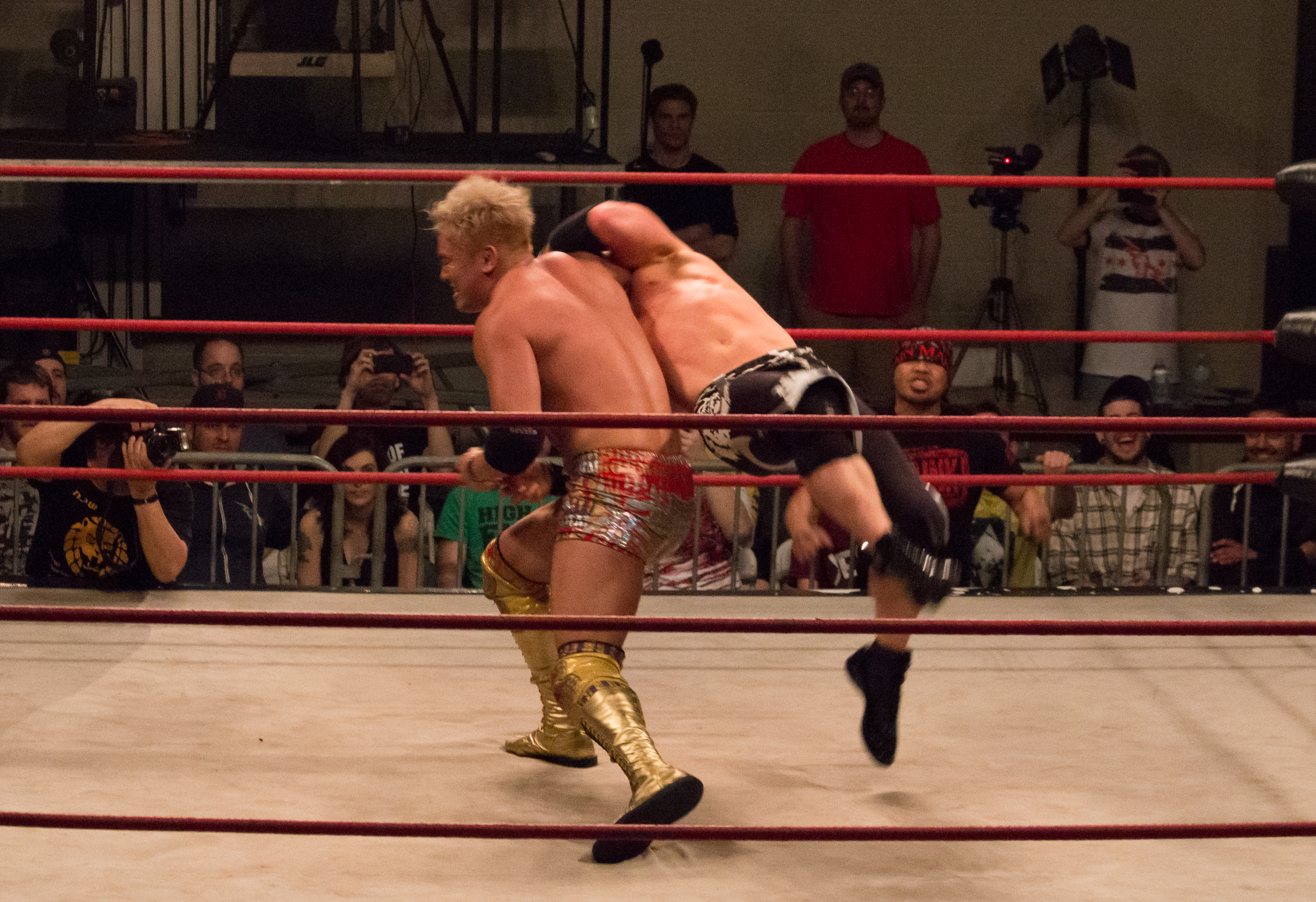
Kazuchika Okada mentre esegue la Rainmaker su Chris Sabin

- Rainmaker (Wristlock short-arm lariat)[1]
- Red Ink (Kneeling cross legged STF)[1]

### Manager
- Gedo[8]

### Soprannomi
- "Chojin"[9]
- "New Age Star"[4]
- "Rainmaker"[10]
- "Shin Jidai no Ace"[11]

## Titoli e riconoscimenti
- All Elite Wrestling
  - AEW Continental Championship (1)[12]
- CBS Sports

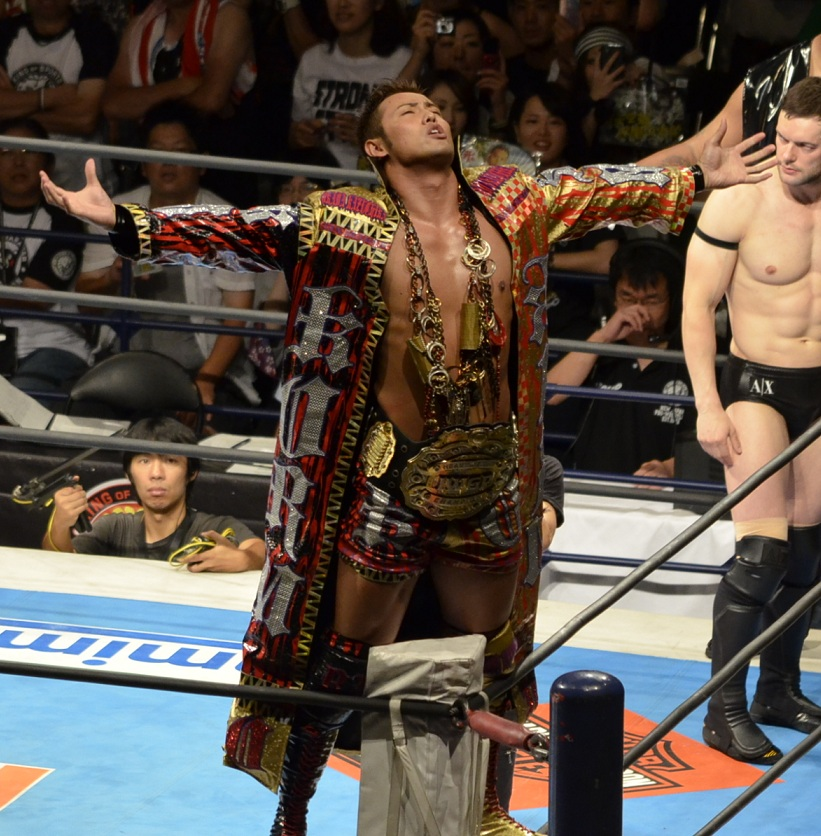
Kazuchika Okada con l'IWGP Heavyweight Championship, titolo che ha detenuto cinque volte in carriera

  - Match of the Year (2018) – vs. Kenny Omega
- New Japan Pro-Wrestling
  - IWGP Heavyweight Championship (5)
  - IWGP World Heavyweight Championship (2)
  - NEVER Openweight 6-Man Tag Team Championship (1) - con Hiroshi Tanahashi e Tomohiro Ishii
  - G1 Climax (2012, 2014, 2021, 2022)
  - New Japan Cup (2013, 2019)
- Nikkan Sports
  - MVP Award (2012, 2013, 2015, 2017)
  - Match of the Year (2012) – vs. Hiroshi Tanahashi
  - Match of the Year (2014) – vs. Shinsuke Nakamura
  - Match of the Year (2017) – vs. Kenny Omega
  - Match of the Year (2018) – vs. Kenny Omega
- Pro Wrestling Illustrated
  - Feud of the Year (2017) – vs. Kenny Omega
  - Match of the Year (2017) – vs. Kenny Omega
  - Match of the Year (2018) – vs. Kenny Omega
  - 1º tra i 500 migliori wrestler singoli nella PWI 500 (2017)
- Tokyo Sports
  - MVP Award (2012, 2013, 2015, 2019)
  - Best Bout (2012) – vs. Hiroshi Tanahashi
  - Best Bout (2014) – vs. Shinsuke Nakamura
  - Best Bout (2015) – vs. Genichiro Tenryu
  - Best Bout (2016) – vs. Naomichi Marufuji
  - Best Bout (2017) – vs. Kenny Omega
  - Best Bout (2018) – vs. Kenny Omega
  - Best Bout (2019) – vs. Sanada
- Wrestling Observer Newsletter
  - Most Improved Wrestler (2012)
  - Best Wrestling Maneuver (2012, 2013)
  - Feud of the Year (2012, 2013, 2017) – vs. Hiroshi Tanahashi

## Filmografia
- Papa Wa Warumono Champion, regia di Kyôhei Fujimura (2018)